# Polyscias purpurea
Polyscias purpurea är en araliaväxtart som beskrevs av Cyril Tenison White. Polyscias purpurea ingår i släktet Polyscias och familjen Araliaceae. Inga underarter finns listade.